# Ronald Arana
Ronald Arana Céspedes (Santa Cruz de la Sierra, 18 gennaio 1977) è un allenatore di calcio ed ex calciatore boliviano, di ruolo difensore, tecnico delle giovanili del Bolívar.

## Caratteristiche tecniche
Gioca come difensore centrale; può anche ricoprire il ruolo di centrocampista difensivo. Abile nella marcatura, ha tra i suoi punti forti anche il colpo di testa.

## Carriera

### Club
Cresciuto nell'Academia Tahuichi, Arana entrò nel 1995 nella prima squadra dell'Oriente Petrolero; fu nel 1996, però, che debuttò nella massima serie boliviana, giocando cinque incontri nella stagione 1996. Nel 1997 tornò all'Oriente Petrolero, disputandovi due annate (1997 e 1998), totalizzando 41 presenze. Nel 1999 viene ceduto in prestito al The Strongest, allenato da Mario Kempes; disputò tutta la stagione da titolare, assommando 34 partite giocate, con 4 gol: uno di questi lo mise a segno nell'incontro finale del 19 dicembre contro il Blooming. Fece poi ritorno all'Oriente Petrolero; lì fu impiegato con continuità, giocando da difensore centrale nei campionati vinti nel 2001 e nel 2004 (Clausura), risultando, nel quinquennio 2000-2005, il giocatore più presente in massima serie, davanti a Nicolás Suárez Vaca. Nel 2006 fu inviato in prestito al Rosario Central, ma non viene mai impiegato e torna in patria senza aver raccolto presenze in Primera División argentina; andò al La Paz Fútbol Club, sempre in prestito, giocando 12 partite nel campionato boliviano. Nel 2007 fece nuovamente ritorno all'Oriente, ove giocò per 17 volte nella stagione 2007; nel torneo 2008, invece, integrò i ranghi del Bolívar. Nel campionato 2009 passò al Real Mamoré, mentre nel 2010 militò nel Guabirá di Montero. Nel 2011 fu acquistato nuovamente dal La Paz. Nel 2012 andò al Club Jorge Wilstermann, con cui terminò la carriera.

### Nazionale
Nel 1994 fu convocato per la Nazionale boliviana Under-17; dal 1996 al 1997 fece parte della rosa della selezione Under-20. Debuttò in Nazionale maggiore il 28 aprile 1999, in occasione dell'incontro amichevole di Cochabamba con il Cile. Partecipò alla FIFA Confederations Cup 1999, giocando contro Egitto (25 luglio), Arabia Saudita (27 luglio) e Messico (29 luglio). Giocò anche due gare valide per le qualificazioni a Corea del Sud-Giappone 2002. Fu convocato per la formazione Under-23 in occasione del Torneo Pre-Olimpico CONMEBOL del 2000: in tale competizione fu scelto quale capitano della squadra. Nel 2004 partecipò alla Copa América, giocando da titolare. Nel 2005 disputò l'ultima gara in Nazionale.

## Palmarès

### Club

#### Competizioni nazionali
- Campionato boliviano: 2

Oriente Petrolero: 2001, Clausura 2004